# Sallie Baliunas
Sallie Louise Baliunas (23 de febrero de 1953) es una astrofísica retirada estadounidense. Anteriormente trabajó en el Centro de astrofísica Harvard-Smithsonian y fue subdirectora del Observatorio del Monte Wilson.

## Biografía
Nació y creció en la ciudad de Nueva York y sus suburbios. Concurrió a escuelas públicas en el área de la ciudad de Nueva York y al instituto en Nueva Jersey. Recibió un B.S. en astrofísica por la Universidad Villanova en 1974, y un A.M. y un doctorado en astrofísica por la Universidad de Harvard en 1975 y 1980. Su tesis doctoral fue titulada, Estudios Ópticos y ultravioletas de cromosferas estelares de Lambda Andromedae y otras estrellas de tipo tardío.

## Carrera
Fue originalmente investigadora asociada del Observatorio Universitario de Harvard en 1980 y devino en una astrofísica en el Observatorio Astrofísico Smithsoniano del Centro para Astrofísica Harvard–Smithsonian, en 1989.
También ha sido becaria visitante en Universidad Dartmouth, profesora adjunta en la Universidad Estatal de Tennessee, y subdirectora del Observatorio del Monte Wilson de 1991 a 2003.
Ha servido tanto al consejo consultivo científico como al consejo de administración del Instituto Marshall, un grupo de estudio conservador (think tank).

## Astrofísica
Su foco principal eran inicialmente los estudios de astrofísica. Estudió espectroscopia visible y ultravioleta de estrellas; estructura, variaciones, y actividad en estrellas frías; evolución de momento angular estelar; variabilidad solar y cambio global; óptica adaptativa; exoplanetas de estrellas estilo sol. Ha publicado poco en años recientes, con su último artículo referenciado de astronomía que data de 2010.

## Calentamiento global y variabilidad solar
En 1992, Baliunas fue tercera autora en un artículo de Nature que utilizó variaciones observadas en estrellas estilo sol como un equivalente de variaciones pasadas posibles en el Sol. El papel dice 
"El sol está en una fase inusualmente firme comparada a estrellas similares, significando que reconstruyendo el pasado histórico de su brillantez el registro puede ser más arriesgado de lo que ha sido generalmente pensado".
Hacia 1995, se introdujo en la controversia sobre el calentamiento global. En enero de ese año el Grupo de opinión del Marshall Institute publicó una revisión escrita para ellos, "¿Son las Actividades Humanas causantes del Calentamiento Global?" disputándole al IPCC  (Grupo Intergubernamental de Expertos sobre el Cambio Climático) un Segundo Informe de Valoración y argumentando que "predicciones de un calentamiento global antropogénico han sido muy exageradas, y que la contribución humana al calentamiento global sobre el curso del siglo XXI será menos de un grado Celsius y probablemente sólo unas cuantas décimas de grado." Sallie concluyó con la visión que "Aun cuando se hubieran cumplido los temores de un calentamiento global antropogénico -una preocupación que no encuentra apoyo en datos científicos- no hay ninguna penalización significativa por esperar al menos dos décadas antes de tomar medidas correctivas para reducir las emisiones mundiales de CO2." El trabajo de Willie Soon y Baliunas, sugiriendo que la variabilidad solar está más fuertemente correlacionada con variaciones en la temperatura del aire que cualquier otro factor, incluso niveles de dióxido de carbono, ha sido ampliamente publicitado por grupos de presión que incluyen el Instituto Marshall y la Estación Central de Tecnología, y mencionado en la prensa general.
Ella es escéptica respecto a haber una conexión entre el aumento de CO2 y el cambio climático, diciendo en un ensayo de 2001 con Willie Soon:

Pero es posible que el aumento de temperatura particular observado en los últimos 100 años es el resultado del dióxido de carbono producido por actividades humanas? La evidencia científica claramente indica que esto no es el caso... Las medidas de temperaturas atmosféricas realizadas por instrumentos alojados en los satélites y en globos-sonda muestran que ningún calentamiento ha ocurrido en la atmósfera en los últimos 50 años. Esto es justo el periodo en qué el dióxido de carbono producto de actividades humanas, ha sido vertido a la atmósfera y según los estudios de clima, el calentamiento atmosférico resultante tendría que ser claramente evidente. pag 11

La afirmación de que los datos atmosféricos no mostraban una tendencia al calentamiento era incorrecta, ya que los datos publicados por satélite y globo-sonda en ese momento ya mostraban una tendencia al calentamiento (ver registro de temperatura por satélite). En declaraciones más tardías Baliunas reconoció el calentamiento medido por satélite y registros de globo-sonda, aunque ella discutió que el calentamiento observado reflejara influencia humana.
Baliunas sostiene que los hallazgos de la influencia humana en el cambio de clima están motivados por consideraciones financieras: "Si los científicos y los investigadores publicaban informes de que el calentamiento global no involucra al humano, no habría tanto dinero para estudiarlo." Sin embargo no aborda el dinero compensatorio de las compañías de energía que financian a algunos de sus colaboradores, incluyendo a Willie Soon quién recibió 1.000.000 de dólares de la Petroleum y acciones de empresas de carbón desde 2001.

### Controversia sobre el artículo de 2003Estudios de Clima
En 2003, Baliunas y el ingeniero aeroespacial Willie Soon publicaron un papel de revisión en climatología histórica en Estudios de Clima, el cual concluyó que "el siglo XX es probablemente no el más cálido ni un periodo climático singularmente extremo del último milenio." Con Soon, Baliunas investigó la correlación entre temperaturas y variabilidad solares de la atmósfera de la Tierra. Cuando hay más manchas solares, hay aumento de producción solares totales, y cuándo hay menos manchas solares.
Las circunstancias de la publicación en papel fueron polémicas, incitando preocupaciones sobre los editores de los procesos de revisión por pares. Siguió una revuelta editorial dentro de Estudios del clima, con la mitad de los 10 redactores de la revista dimitiendo. Posteriormente, el editor declaró que los críticos dijeron que las conclusiones del documento "no se pueden concluir de manera convincente a partir de las pruebas proporcionadas" y que la revista "debería haber solicitado revisiones apropiadas antes de la publicación"

## Disminución de ozono
En 1995, Baliunas atestiguó ante el Comité de Ciencia de la Cámara de Representantes de Estados Unidos' que los CFCs no eran responsables en la disminución de ozono antártico. Un artículo escrito por Baliunas y Soon en 2000 para el Instituto Heartland, un think tank conservador y libertario de la políticas públicas, promovió la idea de que la disminución natural del ozono en la atmósfera más que las emisiones de CO2 podría explicar el calentamiento atmosférico.

## Premios y honores
- 1977-1979 - Amelia Earhart Fellowship, Zonta International.[4]
- 1979 - Premio Donald E. Billings en Astro-Geofísica, Universidad de Colorado.[4]
- 1980-1985 - Langley Abbot Fellowship, Instituto Smithsoniano.[4]
- 1987 - Premio del Medallón de los alumnos, Universidad de Villanova.[4]
- 1988 - Premio Bok, Universidad de Harvard.[4][23]
- 1988 - Premio en Astronomía Newton Lacy Pierce, Sociedad Astronómica americana[4][24]
- 1991 - Una de las destacadas mujeres científicas de Estados Unidos, Discover Magazine.
- 1993-1994 - Socio Wesson, Universidad Stanford.[4]
- 1997 - Premio Petr Beckmann, Doctores para la preparación de Desastres.[25]